# NGC 7211
NGC 7211 ist eine linsenförmige Galaxie vom Hubble-Typ S0 im Sternbild Aquarius auf der Ekliptik. Sie ist schätzungsweise 373 Millionen Lichtjahre von der Milchstraße entfernt.
Das Objekt wurde am 3. August 1864 von Albert Marth entdeckt.